# Impasse des Trois-Sœurs
L'impasse des Trois-Sœurs est une voie située dans le quartier de la Roquette du 11e arrondissement de Paris.

## Situation et accès
L'impasse des Trois-Sœurs est desservie par la ligne 9 à la station Voltaire.

## Origine du nom
Cette voie tient son nom d'un ancien lavoir public dit des « Trois Sœurs ».

## Historique
Cette voie, qui porte son nom actuel depuis 1860 environ, est classée dans la voirie parisienne par un arrêté municipal du 14 décembre 1992. Une autre rue de Paris portait le même nom avant 1875 : la rue du Cange.
Amélie Élie, dite Casque d'Or, y vécut avec sa famille à son arrivée d'Orléans, dans les années 1880.
À noter qu'il existe une cour des Trois-Frères, également dans le 11e arrondissement.